# Бартольди, Яков Людвиг Соломон
Яков Людвиг Соломон Бартольди (нем. Jakob Ludwig Salomon Bartholdy; 13 мая 1779, Берлин — 27 июля 1825, Рим) — германский прусский дипломат и покровитель искусств.

## Биография
Родился в еврейской семье, с 1796 года изучал в Галле сначала право, затем историю. В 1801 году на несколько лет уехал в Париж, затем посетил Италию и Грецию. В 1805 году в Дрездене принял лютеранство (именно после этого приняв фамилию Бартольди), в 1809 году участвовал в чине лейтенанта венского ополчения в походе против французов. В 1813 году поступил в канцелярию князя Гарденберга, находился в составе союзных войск в Париже в 1814 году, затем уехал в Лондон; принимал участие в Венском конгрессе, в 1815 году был назначен прусским генеральным консулом в Риме. В 1818 году он был вызван в Ахен для участия в конгрессе, затем получил место поверенного в делах при тосканском дворе. В 1825 году вышел в отставку, умер спустя несколько месяцев и похоронен в Риме в Пирамиде Цестия.
Бартольди написал Der Krieg der tiroler Landleute (Берлин, 1814) и Züge aus dem Leben des Kardinals Hercules Consalvi (Штутгарт, 1825). Известен также как ревнитель искусства, и ему обязана своим возрождением фресковая живопись, которою вызванные им немецкие художники украсили его дом в Риме (Casa Bartholdy). Его ценная коллекция антиквариата была куплена Берлинским музеем искусств, тогда как фрески в его особняке в Риме были переданы Стефано Бардини в 1886—1887 годах Берлинской национальной галерее.